# Zona Tiza
Zona Tiza (ChalkZone en inglés) fue una serie animada producida por Frederator Studios y emitida por el canal infantil Nickelodeon. Su temática evoca a una caricatura inglesa de 1974 llamada Simon in the Land of Chalk Drawings (Simón en la tierra de los dibujos de tiza), aunque ambas difieren en muchos aspectos. Zona Tiza fue originalmente emitida en Oh Yeah! Cartoons, al igual que La Robot Adolescente y Los padrinos mágicos. Se estrenó en Estados Unidos el 22 de marzo de 2002 y el 6 de junio de 2003 en Latinoamérica, en Estados Unidos el show acabó el 23 de agosto de 2008. Anteriormente en 2005 la serie fue cancelada a mitad de la cuarta temporada y volviendo en NICKTOONS en 2008 con sus últimos capítulos. Originalmente estaba anunciada para 1999 pero su estreno se postergó hasta 2002.
La historia se centra en Rudy Tabootie, un niño amante del dibujo que encuentra por casualidad una tiza mágica -de origen desconocido- que le permite la entrada a Zona Tiza, un universo paralelo detrás del pizarrón donde todo lo que sido escrito o dibujado en tiza, y posteriormente borrado, toma forma como algo viviente o al menos tangible. Los episodios muestran las aventuras de Rudy, su amigo (y creación) Snap, y su compañera de clase Penny Sánchez, donde los tres hacen de las suyas en ambos lados del pizarrón.

## Episodios
| N.º serie | N.º temporada | Título Original                                                                                     | Estreno en Estados Unidos | Estreno en Latinoamérica | Estreno en España |
| --------- | ------------- | --------------------------------------------------------------------------------------------------- | ------------------------- | ------------------------ | ----------------- |
| 1         | 1             | —                                                                                                   | 22 de marzo de 2002       | 6 de junio de 2003       | N/A               |
| 2         | 2             | «auto snap /la cita de rudy/zona futura/ mumbo jumbo jump»                                          | 12 de abril de 2002       | 6 de junio de 2003       | N/A               |
| 3         | 3             | «la pelucas/ rapunzel/ bigote a decir/viniendo a vida»                                              | 26 de abril de 2002       | 13 de junio de 2003      | N/A               |
| 4         | 4             | «Caída de papas francesas/Regalo a la rediva/Escucha mi corazón»                                    | 29 de marzo de 2002       | 20 de junio de 2003      | N/A               |
| 5         | 5             | «The Price of Fame / King Flear»                                                                    | 26 de abril de 2002       | 27 de junio de 2003      | N/A               |
| 6         | 6             | —                                                                                                   | 5 de abril de 2002        | 4 de julio de 2003       | N/A               |
| 7         | 7             | «Agujero en la pared/El terror uno-y-dos débil/Súper hero snap/Más azul que nunca»                  | 30 de mayo de 2003        | 9 de septiembre de 2003  | N/A               |
| 8         | 8             | «Desaparición de la ley / Portal portátil / Snap en Tour / Making Faces "»                          | 6 de junio de 2003        | 16 de septiembre de 2003 | N/A               |
| 9         | 9             | «Montaña de residuos / Madcap Snap / ¿Cuál es mi línea?»                                            | 20 de junio de 2003       | 23 de septiembre de 2003 | N/A               |
| 10        | 10            | «estallido que va en globo/ snap construye su casa de sueño/ballet de bomberos»                     | 27 de junio de 2003       | 30 de septiembre de 2003 | N/A               |
| 11        | 11            | «El Heist / Batalla de Mano / Chocolate Brunch / Oh Mi Mi "»                                        | 11 de julio de 2003       | 14 de octubre de 2003    | N/A               |
| 12        | 12            | «El Smooch / Power Play / todo el camino a la cima "»                                               | 1 de agosto de 2005       | 21 de octubre de 2003    | N/A               |
| 13        | 13            | «Amor de calabaza / pesadilla de Snap (viruta de tontos) / Irresistible / por favor déjame adentro» | 26 de octubre de 2003     | 13 de octubre de 2004    | N/A               |
| 14        | 14            | «Chalk Queen / Cleo's Secret / Snaps Wishy Washout / Chunky"»                                       | 2 de noviembre de 2003    | 20 de enero de 2004      | N/A               |

## Personajes

### Personajes principales
- Rudolph Bartholomew “Rudy” Tabootie: es el personaje principal. Es un niño creativo con un gran talento para el dibujo. Tiene diez años y cursa el quinto grado. Toda la historia comienza en la escuela, cuando él es reprendido injustamente por el maestro Wilter y se ve obligado a escribir una y otra vez en el pizarrón la misma frase: Las caricaturas no son divertidas (una referencia al clásico gag de la pizarra de Los Simpson). Fue ahí cuando Rudy descubre una tiza mágica, que lo adentrará al universo mágico de Zona Tiza. Sus mejores amigos en toda la serie son el dibujo Snap, una especie de superhéroe que él mismo creó; y su compañera de clase, Penny Sánchez, la niña más inteligente de su curso. Rudy es famoso en Zona Tiza por ser un 'gran creador' pero también por ser el principal protector de esta dimensión paralela, por lo que no puede revelar a su mundo la existencia de esta.
- Snap: es una caricatura que inventó Rudy a los 8 años; se volvió real al ser borrado del pizarrón. Lleva ropa de superhéroe, aunque este prácticamente ignora que fue ideado como tal. Es muy travieso, divertido, leal y aventurero.
- Penelope Victoria “Penny” Sánchez: inteligente, responsable y una estudiante aplicada. Llega como compañera nueva de la clase de Rudy e inmediatamente se hacen buenos amigos. Al comienzo de la serie, ella es la única además de Rudy que conoce de la existencia de Zona Tiza, del cual también debe guardar el secreto. Aunque su excesiva racionalidad le impide a ratos comprender este loco universo, de cualquier manera Penny es una fiel acompañante de Rudy en sus aventuras.

### Personajes secundarios
- Reginald «Reggie» Bullnerd: es el chico bravucón de la escuela de Rudy. Siempre se mete en problemas, hasta tiene un récord de archivos en la dirección de la escuela.
- Joe Tabootie: es el padre de Rudy. Tiene una carnicería.
- Mildred Tabootie: es la madre de Rudy.
- Horacio T. Wilter: es el profesor de Rudy y Penny. Él odia las caricaturas de Rudy y su creatividad.
- Biclops: es el guardián de la mina de tiza.
- Reina Rapsheeba: es una artista de zona tiza. Snap está enamorado de ella.
- Blocky: es uno de los mejores amigos de Snap. Es un bloque color verde, que afirma ser una de las primeras creaciones de Rudy.
- Skrawl: es otro de los villanos de la serie. Fue dibujado en una fiesta de amigos de Rudy. Él culpa a Rudy por ser feo.
- Granny en la bañera: está siempre de mal humor. También vive en zona tiza.

## Reparto
| Inglés: - E.G. Daily: Rudy Tabootie - Candi Milo: Snap, Reggie Bullnerd, Blocky - Hynden Walch: Penny Sánchez - Jess Harnell: Joe Tabootie - Miriam Flynn: Myriam Tabootie - Robert Cait: Horacio T. Wilter - Russi Taylor: reina Rapsheeba - Jim Cummings: Skrawl | Español (Hispanoamérica): - René Pinochet: Rudy Tabootie - Pablo Ausensi: Snap - Gianina Talloni: Penny Sánchez - Jorge Lillo: Skrawl - Yaninna Quiroz: reina Rapsheeba |